# Andreu Prats i Barrufet
Andreu Prats i Barrufet (La Selva del Camp, 7 d'agost de 1886 - Reus, 13 d'agost de 1936) fou rector de la parròquia de Sant Salvador dels Pallaresos - Tarragona i és un beat de l'Església Catòlica Romana. Com que va ser afusellat durant la Guerra Civil espanyola per no voler abjurar la seva fe, és considerat per l'Església Catòlica com un màrtir, per la qual cosa fou beatificat el dia 13 d'octubre de 2013 en la Beatificació de Tarragona.

## Biografia
Va rebre l'ordre presbiterial el 21 de setembre de 1912, fou rector a partir del 1915 de a la Parròquia de Sant Miquel Arcàngel de l'Espluga de Francolí, i a partir del 1931 de la Parròquia de Sant Salvador dels Pallaresos. Era piadós, pulcre i atent als malalts. Quan veia a venir la persecució religiosa va dir als seus companys sacerdots: «Ens hem de preparar per al martiri; estic segur que s'apropa l'hora del nostre sacrifici».
El 22 de juliol del 1936 li van demanar que deixés l'abadia, però s'hi va negar. Els feligresos es van concentrar en la seva defensa, i ell es va refugiar a casa d'un amic seu. Al vespre l'església va ser cremada. Va estar sis dies refugiat fins que la família que l'acollia va rebre amenaces i va marxar a casa del seu germà, a la Selva del Camp. El 13 d'agost el comitè l'anà a buscar, va patir maltractaments, el van portar a Reus a declarar i després, al quilòmetre quart en direcció a Reus el van assassinar perquè era sacerdot. Fou enterrat al cementiri de Reus.
El 27 d'octubre de 2013 va ser homenatjat a l'església parroquial de Sant Salvador dels Pallaresos, on es va celebrar una Eucaristia en el seu record, es va descobrir una placa i es va repartir una estampa, un triptic i un llibre sobre la seva biografia, escrit per Francesc Fernández Fortuny. Segon el butlletí municipal de Els Pallaresos, va assistir molta gent a l'acte.